# Mimopodabrus rectiangulatus
Mimopodabrus rectiangulatus is een keversoort uit de familie soldaatjes (Cantharidae). De wetenschappelijke naam van de soort werd in 2005 gepubliceerd door Svihla.